# Puzzle of Pop (EP)

Puzzle Of POP é o extended play de estreia do grupo feminino sul-coreano P.O.P. O EP foi lançado digitalmente e fisicamente em 26 de julho de 2017 pela DWM Entertainment, associado com a RBW Entertainment. O disco contém sete faixas, incluindo a faixa-título "Catch You (애타게 Get하게)".

## Antecedentes e lançamento
Em 26 de maio de 2017, a DWM Entertainment pediu aos fãs de P.O.P para votarem numa enquete para ser revelada oficialmente a primeira integrante do grupo, tendo uma foto e um teaser individual para o dia 2 de junho. Nesse mesmo dia, o grupo participou do evento Idolcon para promover seu debut. Em 20 de maio, a agência anunciou sua primeira integrante, Haeri, a irmã mais nova de Yujin, ex-integrante da Brave Girls.
De 2 a 4 de junho, a agência publica fotos individuais e teasers das integrantes, sem anunciar seus nomes. Enquanto isso, o grupo lançou covers das canções "Call Me Maybe" de Carly Rae Jepsen, "Royals" da cantora neozelandesa Lorde e "Spring Day" do boy group sul-coreano BTS.
Em 8 de junho, a DWM Entertainment publicou a primeira foto oficial de P.O.P, com os nomes de cada integrante. Em 10 de junho, os nomes completos de cada uma delas. Em 30 de junho, a agência lança vídeos individuais de cada menina, parodiando o programa Produce 1O1, intitulado de Produce P.O.P.
Em 10 de julho, a agência anuncia a data oficial do debut de P.O.P, que ocorrerá dia 26 de julho.
No dia 19 de julho, a DWM Entertainment publica o primeiro teaser do primeiro videoclipe do grupo, a tracklist e a pré-visualização do primeiro mini-álbum, Puzzle Of POP.
Em 26 de julho de 2017, P.O.P lançou seu primeiro videoclipe, "Catch You (애타게 Get하게)", juntamente com o extended play Puzzle Of POP, com sete faixas.

## Lista de faixas
| N.º            | Título                                     | Letras                   | Música                   | Arranjo           | Duração |  |
| 1.             | "Start 161516"                             |                          | Seo Yong-bae Iggy [ 26 ] | Seo Yong-bae Iggy | 1:14    |  |
| 2.             | "Catch You (애타게 Get하게)"               | Seo Yong-bae Iggy        | Seo Yong-bae Iggy [ 25 ] | Seo Yong-bae Iggy | 3:28    |  |
| 3.             | "Secret Diary (비밀일기)"                  | 3B                       | 3B [ 24 ]                | Seo Yong-bae Iggy | 3:43    |  |
| 4.             | "Walk One Step At A Time (한 걸음씩 걷기)" | Choi Yong Chan           | Choi Yong Chan [ 23 ]    | Choi Yong Chan    | 3:02    |  |
| 5.             | "Yip Pee"                                  | Arukon Jiwoo Song Jun Ho | Arukon Jaffy [ 16 ]      | Arukon            | 3:16    |  |
| 6.             | "Memory"                                   | Seo Yong-bae Iggy        | Seo Yong-bae Iggy [ 23 ] | Seo Yong-bae Iggy | 3:30    |  |
| 7.             | "Catch You (애타게 Get하게) (Inst.)"       |                          | Seo Yong-bae Iggy [ 16 ] | Seo Yong-bae      | 3:28    |  |
| Duração total: | Duração total:                             | Duração total:           | Duração total:           | Duração total:    | 20:61   |  |